# 感恩河
感恩河，位于中国海南省东方市南部，发源于东方市与乐东黎族自治县交界处的蒙瞳岭，蜿蜒北流至江边乡南龙村转西流，经陀兴水库，于感城镇汇入南海。河长54.5公里，流域面积381平方公里。年均径流量2.24亿立方米。

## 技术概况
感恩河陀兴水文站，最大年径流量3.33亿立方米，是最小径流量0.26亿立方米的12.8倍。
中游干流的陀兴水库，1969年5月开工建设，1977年建成。河床溢流浆砌石重力坝，混凝土护面，坝面长度82米，两岸非溢流土坝顶长370米。库容3000万m3。控制流域面积29km2。百年一遇洪水4000m3/s。坝后水电站装机3台1125千瓦。设计灌溉面积2733公顷。现有干渠道长19.6公里（混凝土防渗长7公里），支渠道长38公里（混凝土防渗长22公里），现灌溉面积1600公顷。2005年加固工程后，库容5000万m3，坝高54m。该水库作为大广坝灌区陀兴灌溉系统的渠首工程，改扩建工程已于2021年1月全面竣工，坝高64m，总库容达1.42亿立方米，以供水、防洪为主,又兼有发电、灌溉等综合利用效益。灌溉面积扩大到13.01万亩。陀兴水厂改扩建工程建成后由原来的0.8万m3/日供水量提升至2.8万m3/日，覆盖感城镇、板桥镇以及金月湾旅游度假区。
大广坝水利水电二期(灌区)工程陀兴干渠系统那文隧洞工程，2015年5月开工建设，2019年1月24日通过验收并移交东方运行管理。隧洞出口位于江边乡田头村，入口引过来的水将途经感恩河上游汇入陀兴水库，是从昌化江的大广坝库区跨流域调水到感恩河，每年可调水2600万方，解决感恩河下游感城镇和板桥镇的工农业生产用水，实现大广坝灌区工程整体效益的全面发挥，解决感恩河下游当地群众生活用水缺水问题。

## 历史
古代民间叫九龙江。按民间族谱载，此江势头源于俄贤岭九峰山，似九龙奔海，是汉代在入海口处置九龙县的堪舆依据。
清康熙年间的《感恩县志》中，称雨龙江（通志也称湳龙江）。
从感城镇宝上村附近始由东至西流经感恩平原，在县门港入海，长五里，故被称为“五里感恩水”，其两岸的村庄基本上都是汉村，因此隋大业三年全国重新置县，将汉代置的九龙县更名为感恩县。